# Валлингер, Вероника
Вероника Валлингер в замужестве Штальмайер (нем. Veronika Wallinger-Stallmaier, род. 30 июля 1966 года, Санкт-Коломан) — австрийская горнолыжница, призёрка Олимпийских игр. Наиболее успешно выступала в скоростных дисциплинах.
В Кубке мира Валлингер дебютировала 7 декабря 1983 года, в январе 1988 года впервые в карьере попала в тройку лучших на этапе Кубка мира, в скоростном спуске. Всего имеет на своём счету 8 попаданий в тройку лучших на этапах Кубка мира, 1 в супергиганте и 7 в скоростном спуске. Лучшим достижением в общем зачёте Кубка мира, является для Валлингер 13-е место в сезоне 1990/91.
На Олимпийских играх 1984 года в Сараево заняла 10-е место в скоростном спуске, кроме того стартовала в слаломе но сошла с дистанции в первой попытке.
На Олимпийских играх 1992 года в Альбервиле завоевала бронзовую медаль в скоростном спуске, лишь 0,03 секунды проиграв ставшей второй американке Хилари Линд, и так же 0,03 секунды выиграв у оставшейся четвёртой немки Кати Зайцингер.
На Олимпийских играх 1994 года в Лиллехаммере заняла 14-е место в скоростном спуске и 22-е место в супергиганте.
За свою карьеру участвовала в трёх чемпионатах мира, лучший результат 8-е место в комбинации на чемпионате мира 1985 года.
Завершила спортивную карьеру в 1995 году, из-за серьёзной травмы колена.